# آبجیز
آبجیز نام یک گروه موسیقی ایرانی از سوئد است. سبک موسیقی این گروه پاپ راک و رگی و تلفیقی است و متن تمامی آهنگ‌های ایشان در دو آلبوم اول آنها به فارسی است.
خوانندگان این گروه دو خواهر به نام‌های صفورا و ملودی صفوی هستند. شعر ترانه‌ها از ملودی (خواهر بزرگتر) است و آهنگ‌ها ساخته صفورا هستند.
آبجیز در ۳۰ مهر ۱۳۸۵ (۲۲ اکتبر ۲۰۰۶) یکی از شرکت‌کنندگان در جشنواره میان‌کهکشانی موسیقی ایرانی در زندام هلند بود.
دیگر اعضای گروه عبارتند از صوفی صفوی (برادر)، Robin Cochrane (با نام مستعار رامین) که درامز می‌زند و اسکاتلندی- سوئدی‌ست، Erland Hoffgard (اردلان) بیسیست گروه که نروژی-سوئدی است، Paulo Murga (پهلوان) شیلیایی‌تبار که در سازهای پرکاشن می‌زند و Johan Moberg (جوان) نوازنده گیتار که سوئدی است.
این دو خواهر بعد از اعتراضات سراسری دی ماه ۹۶ قطعه شیاد را با همکاری شاهین نجفی منتشر کردند.

## آلبوم‌ها
- همه (۱۳۸۶)
- بابات کیه؟ (۱۳۸۶)
- Perfectly displaced (کاملا آواره) (۱۳۸۸)
- پاشو (۱۳۹۶)

## انتخابات دورهٔ دهم
در طی حوادث بعد از انتخابات دهم، گروه آبجیز آهنگی به نام بیا را اجرا کرد و سپس بعد از حوادث عاشورای ۱۳۸۸ یک نماهنگ از آهنگ «من با تو هستم» را نیز ساختند.

## همکاری
این دو خواهر بعد از تظاهرات ۱۳۹۶ قطعه شیاد از فریدون فروغی را با همکاری شاهین نجفی در روز ۱۶ دیماه ۱۳۹۶ منتشر کردند.